# Видовая дискриминация
Видовая дискриминация (син.: видовой шовинизм, спесишизм, спешисизм (англ. speciesism, specieism), видовое превосходство, видоцентризм, видизм) — ущемление интересов или прав одного биологического вида другим, основанное на убеждении в собственном превосходстве. Понятие и соответствующая философская концепция возникли и были развиты в работах философов Ричарда Райдера и Питера Сингера. В соответствии с этой концепцией современное человеческое общество осуществляет такую дискриминацию в отношении животных и растений. В соответствии с этой философией, презумпция человеческого превосходства над другими видами неоправдана.

## История возникновения термина
По одной из версий, термин введён британским философом, доктором психологии, писателем, автором книги «Жертвы науки» об экспериментах над животными и одним из основоположников движения за права животных Ричардом Райдером в 1973 году.
По другим данным, автор термина — австралийский экофилософ Питер Сингер (род. 1946 г.), автор книги «Освобождение животных» (издана в 1977 г.).

## Концепция спесишизма
Со времён Аристотеля до работ Джона Ролза в западной философии роль существ-носителей моральных чувств отводилась только человеку.
Антропоцентризм основан на представлении, что человек является единственным существом на Земле, способным абстрактно мыслить и обладающим свободой действий.
Работы Питера Сингера и Ричарда Райдера положили начало критике антропоцентризма и человеческой исключительности. Согласно антиспесишистам, такие жизненно важные интересы существ, как благополучие и выживание, этически эквивалентны, и ощущение этих интересов не зависит от того, разумно существо или нет.
Как пишет Питер Сингер, высшие животные являются объектами морали, так как наличие у них центральной нервной системы даёт им возможность ощущать наслаждение и боль, а способность чувствовать уже есть этически релевантная черта.
Согласно Питеру Сингеру, принцип равенства должен распространяться на все живые существа: и на людей, и на животных других видов. Питер Сингер рассматривает вопросы отношения ко всем видам отстранённо, как если бы он сам не был человеком, и с этих позиций рассуждает о некоторых вопросах этики человека как вида, ничем не отличающегося от других. Для него поэтому умерщвление людей, которые, к примеру, получили инвалидность с детства и не имеют возможность вести полноценную жизнь, как и отключение от аппаратов жизнеобеспечения людей в тяжёлом состоянии, не является чем-то некорректным, так как у всех других видов такие особи (не способные к полноценной жизни) не выживают. Подобный подход разделяет и Ричард Докинз. Докинз, рассматривая в своих книгах «Бог как иллюзия» (2006) и «Слепой часовщик» (1986) тему спесишизма, сравнивает имевшие место в истории расистские взгляды и предубеждения с современными спесишистскими воззрениями.
В пользу концепции видовой справедливости приводится довод о том, что высшие животные способны к переживанию. Даже если высшие животные и не имеют разума аналогичного человеческому и не имеют полной свободы воли, но они осознают сами себя, — они ощущают реальность с их собственной уникальной позиции и могут сами позаботиться о себе, и считается, что такое о-себе-знание уже достаточно самоценно для признания их объектами человеческой морали. Невозможно сводить значимость самопознающих существ к простой практической пользе для человека, зависящей от желаний человека.
Серьёзной вехой в становлении концепции видовой справедливости стали также книги Тома Ригана «Дело о правах животных» (1983), «В защиту прав животных» (1985) и книга Эндрю Линзи «Божественные права животных» (1987). Том Риган утверждает, что люди и животные имеют много общих свойств: память, способность желать, и поэтому необходимо уравнять в правах животных и людей. Эндрю Линзи (доктор теологии) обосновывал существование равных прав у животных с христианских позиций — все существа исполнены Святого Духа, и следовательно, человек и животное имеют равные права.

## Критика концепции

### Философская критика
Джон Тухей утверждает, что несмотря на некую популярность у некоторых групп, философские основания теории спесишизма имеют существенные недостатки. Так, хотя движение в защиту прав животных серьёзно повлияло на приостановление экспериментов над животными, однако не было предложено чёткой и ясной предпосылки для равенства видов. Нелл Ноддингз критиковал концепцию Сингера в том ключе, что спесишизм слишком упрощён, и не может рассмотреть все аспекты видового превосходства в отличие от расизма и сексизма, которые включают контекст дискриминации против групп людей. Некоторые люди, которые ратуют за расовое равенство и равенство полов, утверждают, что сравнение спесишизма с расизмом и сексизмом неправомерно, например, Петер Штауденмайер пишет:

Приравнивание спесишизма к движениям за права женщин и гражданские права упрощает их суть и противоречит истории. Эти социальные движения были начаты и управлялись самими представителями этих обездоленных и отчуждённых групп, а не доброжелательными мужчинами или белыми людьми, действующих от их имени. Оба движения были построены именно вокруг идеи восстановления и утверждения общей природы человека вопреки обществу, которое лишило эти группы и не признавало этого. Ни один активист за гражданские права или права женщин не выступал с лозунгом «Мы тоже разумные существа!». Они утверждали: «Мы тоже полноценные люди!». Доктрина освобождения животных вовсе не распространяет этот гуманистический импульс, а непосредственно подрывает его.
Оригинальный текст (англ.)The central analogy to the civil rights movement and the women’s movement is trivializing and ahistorical. Both of those social movements were initiated and driven by members of the dispossessed and excluded groups themselves, not by benevolent men or white people acting on their behalf. Both movements were built precisely around the idea of reclaiming and reasserting a shared humanity in the face of a society that had deprived it and denied it. No civil rights activist or feminist ever argued, «We’re sentient beings too!» They argued, «We’re fully human too!» Animal liberation doctrine, far from extending this humanist impulse, directly undermines it.— 
В соответствии с концепцией объективизма считается, что человек — единственное существо, обладающее сознанием, единственное животное, которое обладает способностью мышления и способностью думать, что является ключевой характеристикой, отличающей его от других животных, и в качестве стандарта моральных ценностей он является единственным видом, имеющим особые права. «Требовать, чтобы человек учитывал „права“, — это лишить человека права на жизнь».

### Научная критика
В пользу естественности спесишизма указывается, что естественно проявлять бо́льшую заботу об особях своего же вида, нежели об особях другого.
Иногда используется секуляристский подход, указывая на стремительную эволюцию человека и проявление иных исключительных особенностей.

В течение человеческой истории мы добились успеха в развитии наших способностей, формирования наших способностей и целенаправленному воздействию на весь мир, существенно отличному от естественного хода эволюции.
Оригинальный текст (англ.)Over the course of human history, we have been successful in cultivating our faculties, shaping our development, and impacting upon the wider world in a deliberate fashion, quite distinct from evolutionary processes.— 
Констанс Перри утверждает, что «не самостоятельные» животные могут быть использованы вместо людей в рискованных и опасных случаях на основе твёрдых моральных оснований и не обязательно привлечение спесишизма.

### Социальная критика
В свете деятельности зоозащитных организаций, А. С. Ермаков полагает, что уравнивание в правах животных с людьми идёт не путём увеличения прав животных до уровня прав людей, а наоборот, уменьшением прав людей до уровня прав животных на данный момент.

### Религиозная критика
Полагающие человеческую исключительность, основывают её на авраамических религиях: так, например, стих в книге Бытия 1:26

И сказал Бог: сотворим человека по образу Нашему по подобию Нашему, и да владычествуют они над рыбами морскими, и над птицами небесными, и над скотом, и над всею землею, и над всеми гадами, пресмыкающимися по земле.
Защитники прав животных оппонируют тем, что власть — это управление, и не даёт права истязать животных, что согласуется с Библией.

### Религиозный взгляд на вопрос
Буддизм, несмотря на его репутацию религии, благосклонно относящейся к животным, тем не менее даёт человеку более высокий статус в цикле реинкарнаций. Животные могут реинкарнироваться в человека, и человек, в зависимости от его поведения, может быть понижен в следующей реинкарнации до животного, но только человек может достигнуть просветления. В индуизме наоборот, животные пользуются соответствующим уважением, и считается, что у каждого животного есть своё отведенное ему место в мире и поэтому индуисты являются вегетарианцами. Филипе Фернандес-Арместо пишет, что первые сообщества охотников и собирателей, такие как инну например, и многие анималистские религии помещали животных и растения на один уровень с человеком.

## Альтернативные концепции
Ван де Веер в своих работах рассматривает такую концепцию этики окружающей среды как «двухфакторный эгалитаризм», которая призвана разрешить конфликт интересов человека и других представителей живой природы. Первый фактор это не равнозначность интересов различных видов. Выделяются три типа интересов:
- фундаментальные (в частности заинтересованность в выживании);
- серьёзные интересы, такой как интерес к поддержанию здоровья;
- побочные интересы.

Концепция двухфакторного эгалитаризма предполагает ранжирование этих интересов, для любого вида фундаментальные интересы главенствуют над серьёзными и побочными, а серьёзные преобладают над побочными.
Второй фактор касается различий психологии видов. То есть чем сложнее вид, чем более развитыми душевными способностями он обладает, тем более ценной является особь данного вида. Ван де Веер утверждает, что интересы индивида, имеющего более развитую психику, должны преобладать над интересами менее способного представителя вида. Так как подобная трактовка лишает, к примеру, различных людей их фундаментальных прав, она была заменена критерием этически релевантных психологических черт — наличием интересов, способностью чувствовать и умением выделять себя из окружающего мира.
Такая концепция позволяет иметь инструмент для разрешения межвидовых этических конфликтов, — в случае если интересы первого из схожих видов имеют более фундаментальный характер, или один из видов имеет более высокий уровень развития, то интересы первого вида преобладают над интересами второго. Но если побочный интерес человека конфликтует с фундаментальными или серьёзными интересами животных, то преобладают права животного.
Однако концепция двухфакторного эгалитаризма не всегда позволяет принять оптимальное решение. Например, с точки зрения этой концепции возможно превращение заповедных земель в сельскохозяйственные угодья, если того требуют интересы человека, хотя в средней и долгосрочной перспективе такое действие ведёт к вымиранию как животных (исчезновение естественных мест обитания), так и людей (исчезают экосистемы, поддерживающие и обуславливающие существование человека). Это приводит к рассмотрению особого права — права будущих поколений на незагрязненную окружающую среду. Это право не юридическое, но оно рассматривается как моральное требование к нынешним поколениям. В этом случае рассмотрение и соблюдение фундаментальных прав всех живых систем, в том числе и человека, позволяет на морально-этическом уровне сохранить целостность окружающей среды.

## Деятельность зоозащитных организаций
Фактически все зоозащитные организации в той или иной степени для обоснования своих взглядов используют те или иные формы спесишизма с точки зрения «прав животных» и «биоцентризма». По мнению сторонников прав животных и не только сторонников (например Ричарда Докинза), эксплуатация животных человеком, пренебрежение интересами другого вида является такой же дискриминацией, как расизм, сексизм и другие формы дискриминации. Что иногда приводит к радикальным действиям, вплоть до терроризма, и планомерных преследований учёных, проводящих эксперименты над животными.

### Журналистские публикации
- Michael Pollan — An Animal’s Place Архивная копия от 9 мая 2017 на Wayback Machine — New York Times, November 10, 2002